# Asphondylia communis
Asphondylia communis är en tvåvingeart som beskrevs av Maia och Márcia Souto Couri 1992. Asphondylia communis ingår i släktet Asphondylia och familjen gallmyggor. Inga underarter finns listade i Catalogue of Life.